# صوفي بلوخ سورينسن
صوفي بلوخ سورينسن (بالدنماركية: Sofie Bloch-Sørensen)‏ مواليد 19 مايو 1986، هي لاعبة كرة يد دانمركية تلعب كظهير أيسر. مثلت منتخب الدنمارك لكرة اليد للسيدات.

## سجل المنافسة
شاركت في البطولات التالية:
- بطولة أوروبا لكرة اليد للسيدات 2012